# Vice-président de la république de Côte d'Ivoire
Pour les articles homonymes, voir Vice-président.
Le vice-président de la république de Côte d'Ivoire est le deuxième plus haut dirigeant du pouvoir exécutif de la Côte d'Ivoire après le président de la République depuis l'instauration de la Troisième République en 2016. Il est nommé par le président avec l'accord du Parlement.

## Pouvoirs
Le vice-président est le second personnage de l'État ivoirien. Le président de la République peut lui déléguer certains de ces pouvoirs. Le vice-président supplée le président lorsque celui-ci est hors du territoire national.
En cas de vacance de la présidence par décès, démission ou empêchement absolu du président, le vice-président devient président et exerce la fonction jusqu'à l'expiration du mandat en cours.

## Désignation
Le vice-président est nommé par le président de la République, avec l'accord du Parlement, composé de l'Assemblée nationale et du Sénat. La Constitution ivoirienne de 2016 prévoyait initialement que le vice-président soit élu en même temps que le président au suffrage universel direct, en tant que colistier du candidat à la présidence, sur son mandat de cinq ans rééligible une seule fois. 
Le mandat d'Alassane Ouattara étant en cours au moment de l'entrée en vigueur de la Constitution, le vice-président Daniel Kablan Duncan est exceptionnellement nommé par le président en janvier 2017, en accord avec l'article 179, qui donne alors exceptionnellement pouvoir au président de nommer un vice-président à titre transitoire,. 
Une révision constitutionnelle annoncée par Ouattara en mars 2020 en même temps que son absence de candidature à l'élection présidentielle de 2020 entérine cependant la désignation du vice-président, nommé par le président avec l'accord du Parlement. Un vice-président terminant le mandat du président en cas d'empêchement de celui ci ne le fait plus « de plein droit », n'étant plus élu, mais par intérim. De plus, en cas d’empêchement du vice président, le Premier ministre en exercice en prend la succession, également jusqu'au terme du mandat du président élu,. La nouvelle réforme constitutionnelle est adoptée le 17 mars à la majorité des deux tiers du parlement.
Les conditions d'éligibilité sont les mêmes que celles du président :
- Être âgé de 35 ans au moins ;
- Être de nationalité ivoirienne exclusivement, né de père ou de mère ivoiriens d'origine.

## Liste des titulaires
| No                                                   | Portrait             | Titulaire (naissance-mort)        | Mandat          | Mandat         | Mandat                    | Parti politique | Parti politique | Président         |
| No                                                   | Portrait             | Titulaire (naissance-mort)        | Début           | Fin            | Durée                     | Parti politique | Parti politique | Président         |
| ---------------------------------------------------- | -------------------- | --------------------------------- | --------------- | -------------- | ------------------------- | --------------- | --------------- | ----------------- |
| 1                                                    | Daniel Kablan Duncan | Daniel Kablan Duncan (né en 1943) | 16 janvier 2017 | 8 juillet 2020 | 3 ans, 5 mois et 22 jours |                 | PDCI            | Alassane Ouattara |
| Fonction vacante du 8 juillet 2020 au 20 avril 2022. |                      |                                   |                 |                |                           |                 |                 | Alassane Ouattara |
| 2                                                    | Tiémoko Meyliet Koné | Tiémoko Meyliet Koné (né en 1949) | 20 avril 2022   | en cours       | 3 ans, 3 mois et 23 jours |                 | Indépendant     | Alassane Ouattara |